# Гамбит Розентретера
Гамбит Розентретера (в русской литературе также встречается написание Гамбит Розентреттера) — шахматный дебют, разновидность принятого королевского гамбита, начинающаяся ходами: 
 1. e2-e4 e7-e5 
 2. f2-f4 e5:f4 
 3. Кg1-f3 g7-g5 
 4. d2-d4.
Назван по имени петербургского шахматиста первой половины XIX века А.Розентретера.
Современная теория расценивает гамбит Розентретера менее удачным началом для белых по сравнению с другим возможным в данной позиции гамбитом Полерио — Муцио, так как при правильной игре чёрные способны уравнять шансы. Вследствие этого в современной шахматной практике данное начало встречается редко.

## Варианты
- 4. …g5-g4 5.Кf3-e5 — гамбит Сёренсена. Возможное продолжение: 5. …Фd8-h4+ 6. g2-g3 f4:g3 7. Фd1:g4
  - 7. …Фh4:g4 8. Кe5:g4 d7-d5 9. Кg4:e3 d5:e4 10. h2:g3 Кb8-c6 11. Сf1-b5 — с примерным равенством.
  - 7. …g3-g2+ 8. Фg4:h4 g2:h1Ф
    - 9. Кb1-c3! — с перспективами атаки у белых.
    - 9. Фh4-h5 Фh1:e4+ 10. Сf1-e2 Сf8-e7 11. Фh5:f7+ Крe8-d8 12. Сc1-g5 c7-c6! 13. Фf7-f8+ Крd8-c7 14. Сg5:e7 Кg8:e7 15. Фf8:h8 Фe4-h4+ — продолжение А.Розентретера.

## Примерная партия
Дэвид Томпсон — Джордж Генри Макензи, Англия, 1868
1. e2-e4 e7-e5 2. f2-f4 e5:f4 3. Кg1-f3 g7-g5 4. d2-d4 g5-g4 5. Кf3-e5 Фd8-h4+ 6. Kрe1-d2 Фh4-f2+ 7. Kрd2-c3 Кb8-c6 8. a2-a3 d7-d6 9. Кe5:c6 b7:c6 10. Сf-d3 Лa8-b8 11. Лh1-f1 Фf2:d4+ 12. Kрc3:d4 Сf8-g7+ 13. e4-e5 Сg7:e5+ 14. Kрd4-e4 Кg8-f6х 0-1